# Flavomeliturgula berangeriae
Flavomeliturgula berangeriae là một loài Hymenoptera trong họ Andrenidae. Loài này được Patiny mô tả khoa học năm 2002.